# Saponaria tadzhikistanica
Saponaria tadzhikistanica är en nejlikväxtart som först beskrevs av V.P. Bochantsev, och fick sitt nu gällande namn av V.A. Schultz. Saponaria tadzhikistanica ingår i släktet såpnejlikor, och familjen nejlikväxter. Inga underarter finns listade i Catalogue of Life.